# Aizoanthemum
Aizoanthemum és un petit gènere de plantes suculentes dins la família de les aïzoàcies; són plantes nadiues de Namíbia i Angola.

## Descripció
Són plantes anuals i herbàcies. Els seus entrenusos joves tenen papil·les que quan són seques tenen esquames planes. Flors en grans inflorescències, fruits en càpsules i les llavors amb forma de ronyó. L'espècie tipus és: Aizoanthemum membrum-connectens Dinter ex Friedrich.

## Espècies acceptades
- Aizoanthemum dinteri (Schinz) Friedrich
- Aizoanthemum galenioides (Fenzl ex Sond.) Friedrich
- Aizoanthemum hispanicum (L.) H. E. K.Hartmann
- Aizoanthemum membrum-connectens Dinter ex Friedrich
- Aizoanthemum mossamedense (Welw. ex Oliv.) Friedrich
- Aizoanthemum rehmannii (Schinz) H.E.K.Hartmann